# Франсіско Морено

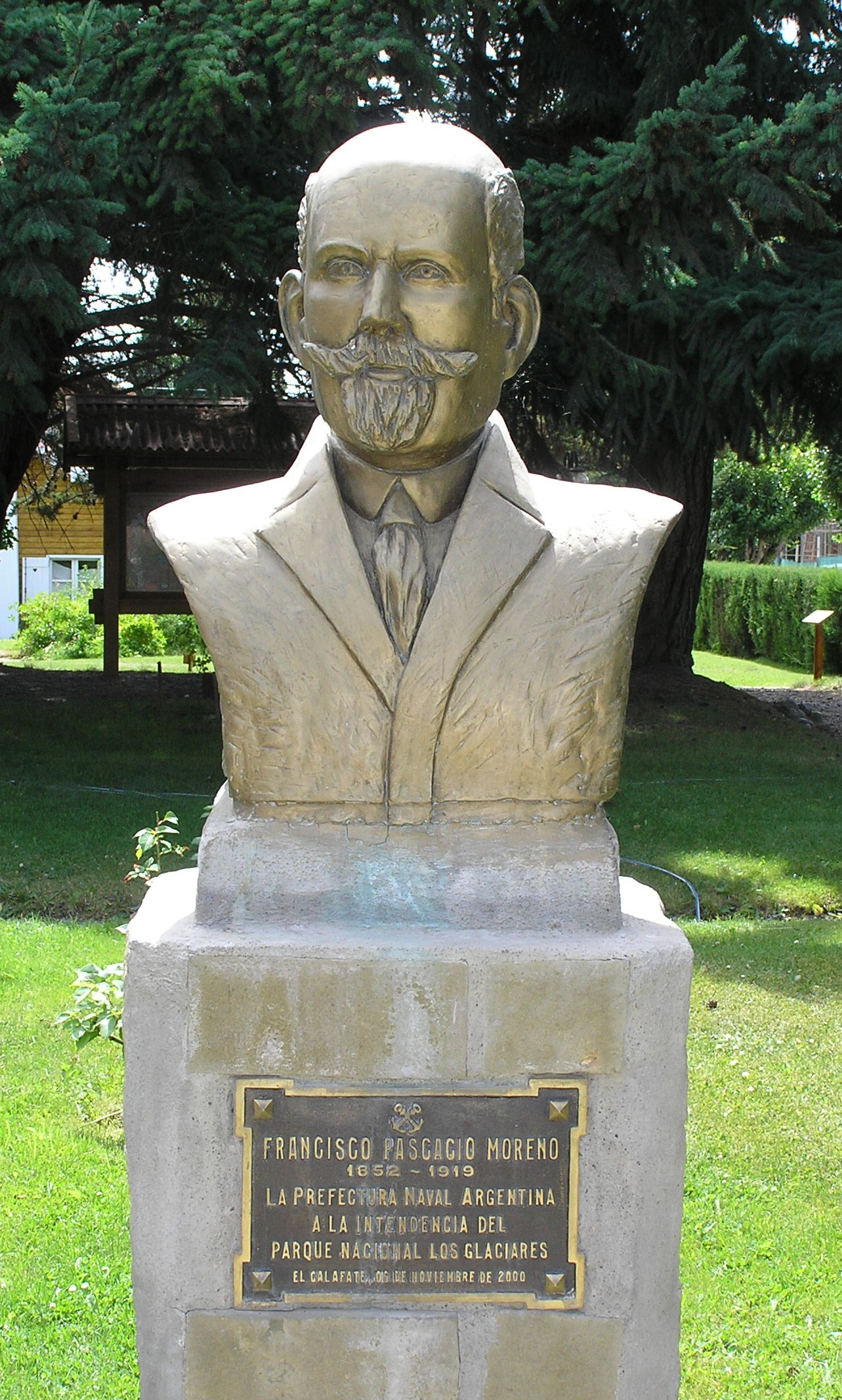
Пам'ятник Морено перед адміністрацією парку Лос-Гласьярес

Франсі́ско Паска́сіо Море́но (ісп. Francisco Pascacio Moreno, *31 травня 1852 — †22 листопада 1919) — аргентинський дослідник нових земель, науковець, натураліст, політик. Відоміший під іменем «Періто Морено» (від ісп. perito — «експерт»). Один із засновників руху аргентинських бойскаутів. Працював над визначенням державного кордону Аргентини. Брав активну участь в охороні довкілля. Його ім'я носить льодовик Періто-Морено. Могила науковця розташована на березі озера Науель-Уапі.